# Parvis jämförelse
Parvis jämförelse är en undersökningsmetodik inom psykologin med syfte att särskilja ett antal behandlingar eller individer (objekt) genom att dessa jämförs parvis med varandra, med avseende på vissa egenskaper.
Resultaten kan sedan användas för att skapa en rangordning, även om rangordningen kan bli motsägelsefull (jmf exemplet nedan).

## Exempel
En undersökningsdeltagare ska utvärdera tre stycken färgprover (märkta A, B och C) med avseende på hur mycket gult de tycks innehålla. Alla prover ska jämföras med varandra genom en parvis jämförelse, då proverna läggs sida vid sida.
Deltagaren får först jämföra proverna A och B, därefter proverna B och C, och slutligen jämföra A och C. 
Resultatet blev
- vid jämförelsen A–B upplevdes färgprov A innehålla mer gult än färgprov B (således A > B),
- vid jämförelsen B–C upplevdes C innehålla mer gult än B (således C > B),
- vid jämförelsen A–C upplevdes C innehålla mer gult än A (således C > A).

Försökspersonens bedömning av färgprovernas gulhet kan därför skrivas C > A > B.
Ibland sker att rangordningen vid en parvis jämförelse blir motsägelsefull, till exempel C > A trots att A > B > C.

## Antalet möjliga parordningar och ordningens betydelse
En parvis jämförelse lämpar sig endast i de fall antalet behandlingar eller objekt är i ett begränsat antal, eftersom antalet par som ska jämföras av undersökningsdeltagaren annars blir alltför omfattande. Exempelvis om 4 objekt ska jämföras parvis, måste 6 stycken parkombinationer bildas. Om ytterligare 2 objekt ska jämföras (d.v.s. totalt 6 st objekt), mer än dubbleras antalet parkombinationer till 15 stycken.
Den ordningen som paren presenteras i kan ibland påverka resultatet (att jämförelsen A–B inte är samma som B–A). Ett sätt att kringgå denna problematik är att randomisera parordningen eller att låta häften av deltagarna göra jämförelsen i omvänd ordning.
Även den efterföljande ordningen som paren presenteras i kan vara av betydelse (till exempel att jämförelseordningen A–B, B–C, A–C ger andra resultat än ordningen A–C, A–B, B–C eller B–C, A–B, A–C), på grund av exempelvis inlärningseffekt. I dessa fall kan en latinsk kvadrat användas, för att kringgå ordningens påverkan.
Problematiken kring ordningens påverkan gäller även för andra typer av studier och är inte unikt för parvisa jämförelser.

### Antalet parkombinationer – när ordningeninteär av betydelse
Vid en parvis jämförelse betraktas normalt att parordningen inte är av betydelse (d.v.s. jämförelsen A–B är samma som jämförelsen B–A).
Antalet par som ska jämföras kan då beräknas genom formeln för binomialkoefficienten:
{\displaystyle {\frac {n!}{k!(n-k)!}}}
där n är totala antalet behandlingar eller objekt som ska jämföras och k är hur stort urvalet från dessa behandlingar eller objekt är. I fallet med parvis jämförelse jämförs alltid två behandlingar eller objekt åt gången – således gäller k = 2.
k! (utläses "k fakultet") är antalet olika sätt som urvalet kan ordnas i (permutationer). I fallet med parvis jämförelse finns därför två olika sätt att sortera urvalet (k! = 2! = 1 ⋅ 2 = 2).
Även följande formel kan användas för att beräkna antalet kombinationer i fallet med parvisa jämförelser:
{\displaystyle {\frac {n(n-1)}{2}}}
där n är totala antalet behandlingar eller objekt som ska jämföras.

#### Exempel
Sex olika objekt kan i en parvis jämförelse, där ordningen inte har någon betydelse, kombineras på 15 sätt:
{\displaystyle {\frac {n!}{k!(n-k)!}}={\frac {6!}{2!(6-2)!}}={\frac {6\cdot 5\cdot 4\cdot 3\cdot 2\cdot 1}{(2\cdot 1)(4\cdot 3\cdot 2\cdot 1)}}=15}

{\displaystyle {\frac {n(n-1)}{2}}={\frac {6(6-1)}{2}}={\frac {30}{2}}=15}

Se tabell nedan.
|   | A | B   | C   | D   | E   | F   |
| - | - | --- | --- | --- | --- | --- |
| A | — | A–B | A–C | A–D | A–E | A–F |
| B | — | —   | B–C | B–D | B–E | B–F |
| C | — | —   | —   | C–D | C–E | C–F |
| D | — | —   | —   | —   | D–E | D–F |
| E | — | —   | —   | —   | —   | E–F |
| F | — | —   | —   | —   | —   | —   |

### Antalet par-permutationer – när ordningen är av betydelse
Ibland kan ordning som paren utgörs av vara av betydelse, d.v.s. att jämförelsen A–B inte är samma som B–A. Detta kan till exempel ske om man vid utvärderingen av färgproverna som man lagt sida vid sida, i exemplet ovan, misstänker att undersökningsdeltagarna av någon anledning systematiskt väljer det vänstra provet framför det högra (exempelvis p.g.a. mer gynnsamma ljusförhållanden). Ett annat exempel där parordningen kan ha betydelse är när två stimuli inte kan presenteras samtidigt utan i följd, till exempel när en undersökningsdeltagare ska jämföra två smaker. Därmed är jämförelsen A–B inte samma som jämförelse B–A.
Antalet olika sätt som objekten kan ordnas i (permutationer) beräknas då genom
{\displaystyle {\frac {n!}{(n-k)!}}}
där n är totala antalet behandlingar eller objekt som ska jämföras och k är hur stort urvalet från dessa behandlingar eller objekt är. I fallet med parvis jämförelse jämförs alltid två behandlingar eller objekt åt gången – således gäller k = 2.
Även följande formel kan användas för att beräkna antalet olika permutationer hos n objekt i samband med parvisa jämförelser:
{\displaystyle n(n-1)}
Vid parvis jämförelse blir antalet möjliga permutationer alltid dubbelt så stort som då ordningen inte har någon betydelse (se ovan).

#### Exempel
Sex olika objekt kan i en parvis jämförelse, där ordningen har betydelse, kombineras på 30 olika sätt:
{\displaystyle {\frac {n!}{(n-k)!}}={\frac {6!}{(6-2)!}}={\frac {6\cdot 5\cdot 4\cdot 3\cdot 2\cdot 1}{4\cdot 3\cdot 2\cdot 1}}=30}

{\displaystyle n(n-1)=6(6-1)=30}

Se tabell nedan.
|   | A   | B   | C   | D   | E   | F   |
| - | --- | --- | --- | --- | --- | --- |
| A | —   | A–B | A–C | A–D | A–E | A–F |
| B | B–A | —   | B–C | B–D | B–E | B–F |
| C | C–A | C–B | —   | C–D | C–E | C–F |
| D | D–A | D–B | D–C | —   | D–E | D–F |
| E | E–A | E–B | E–C | E–D | —   | E–F |
| F | F–A | F–B | F–C | F–D | F–E | —   |